# Малые Карелы (деревня)
Малые Карелы — деревня в Приморском районе Архангельской области. Входит в состав Уемского сельского поселения.
Находится недалеко от правого берега Северной Двины, на правом берегу реки Корелы, приблизительно в 18 км южнее Архангельска. Чуть выше по течению Двины располагается деревня Большие Карелы. Административный центр — посёлок Уемский, в 5 км по прямой на северо-запад.
Рядом с деревней находится музей деревянного зодчества «Малые Корелы» и лыжный стадион им. В. С. Кузина. В самой деревне располагается турбаза «Малые Карелы» и канатный парк «На высоте».

## История и название
Деревни Малые и Большие Карелы были основаны в XVII веке на землях Лявлинского монастыря православным населением Карельского перешейка и Западной Карелии, вынужденным переселиться на западное и южное побережье Белого моря, и на территорию бассейна Северной Двины (а также в Тверскую и Новгородскую губернии), по причине отхождения населявших ими территорий шведам в ходе русско-шведских войн.
В новгородских летописях и берестяных грамотах названия с корнем «корел» писались через букву «о» в соответствии с древне-новгородским говором, для которого было характерно оканье: город Корела, Корельская земля, корелин и т. д. Литературный же русский язык, язык делопроизводства, сформировался на базе среднерусских говоров (особенно московского), для которых характерно аканье. По этой причине при составлении карт и прочих административных документов подобные названия писались через а.

## Климат
Климат умеренно-континентальный, морской с продолжительной зимой и коротким прохладным летом. Зима длинная (до 250 дней) и холодная, с температурой воздуха до минус 26 градусов С° и сильными ветрами. Средняя температура января — 15 градусов. Лето прохладное, средняя температура июля + 16 градусов тепла. Осадков от 400 до 600 мм в год. В среднем за год около 27 % всех осадков выпадает в виде снега, 55 % — в виде дождя и 12 % приходится на мокрый снег и снег с дождем. Характерна частая смена воздушных масс, поступающих из Арктики и средних широт. Погода крайне неустойчива. Длина светового дня колеблется от 3 часов 30 минут (22 декабря) до 21 часа 40 минут (22 июня).

## Население
Согласно результатам переписи 2002 года, русские составляли 95 % из 43 человек.
| 2002 | 2010 | 2012 |
| ---- | ---- | ---- |
| 42   | ↘30  | ↗33  |